# Казанська ТЕЦ-2
Казанська ТЕЦ-2 — теплова електростанція у Татарстані.
В 1938, 1942 та 1949 роках на майданчику станції ввели в дію по одному паровому котлу та одній паровій турбіні потужністю по 25 МВт.
В 1953-му стали до ладу паровий котел типу 67-1-СП та турбіна потужністю 25 МВт.
В 1956 та 1957 роках ТЕЦ доповнили двома турбінами потужністю 25 МВт (станційний номер 5) та турбіною від Ленінградського металічного заводу типу Р-50-90 потужністю 50 МВт (номер 6). Необхідну для їх роботи додаткову пару забезпечили запущені в 1957-му два парові котли типу 67-2-СП (станційні номери 5 та 6).
З 1961 по 1965 роки стали до ладу шість парових котлів виробництва Барнаульського котельного заводу типу БКЗ-210-140 продуктивністю по 210 тонн пари на годину (номери 7 — 12), що надало змогу запустити ще три турбіни від Ленінградського металічного заводу:
- в 1961-му типу ПТ-50-130 потужністю 50 МВт (номер 7);
- в 1962-му типу Р-50-130/13 потужністю 50 МВт (номер 8);
- в 1964-му типу Т-50-130 потужністю 50 МВт (номер 9).

Таким чином, загальна потужність ТЕЦ досягнула 325 МВт.
Для збільшення теплової потужності в 1980 та 1981 роках запустили два водогрійні котли типу ПТВМ-180 продуктивністю по 180 Гкал/год.
В 1977-му турбіна № 2 була переномінована зі зменшенням потужності до 18 МВт, а з 1981 року взагалі почався вивід застарілого обладнання. До кінця 1990-х вивели турбіни № 1, № 2, № 3 та № 4, а у 2003-му до них приєдналась турбіна № 5.
Турбіна № 6 була переномінована на Р-25-90/1,2 зі зменшенням потужності до 25 МВт. З іншої сторони, модернізація турбіни № 7 до типу ПТ-65-130/13 дозволила збільшити її потужність до 65 МВт.
Котел № 7 замінили у 2010-му на котел виробництва Барнаульського котельного заводу типу Е-320-13,8-560 продуктивністю 320 тонн пари на годину.
У 2014-му стали до ладу два парогазові блоки комбінованого циклу потужністю по 110 МВт, у кожному з яких одна газова турбіна General Electric типу PG6111FA потужністю 78 МВт живить через котел-утилізатор виробництва «ЭМАльянс» типу Е-114/16-8,1/0,7-535/218-3,8вв продуктивністю 114 тонн пари на годину одну парову турбіну Калузького турбінного заводу типу КТ-36/33-7,5/0,12 потужністю 32 МВт.
В 2020-му вивели з експлуатації турбіну № 6. Таким чином, загальна електрична потужність станції склала 385 195 МВт при тепловій потужності у 877 Гкал/год.
ТЕЦ спорудили з розрахунку на використання вугілля, а надалі вона почала споживати природний газ, який надходив по газопроводу Міннібаєво — Казань. Надалі до Казані також вивели відгалуження від надпотужного Центрального газотранспортного коридору.
В 1980-х роках для видалення продуктів згоряння звели трубу № 4, яка має висоту 180 метрів.
Видача продукції відбувається по ЛЕП, що працюють під напругою 110 кВ.